# Nahtmin (tábornok)

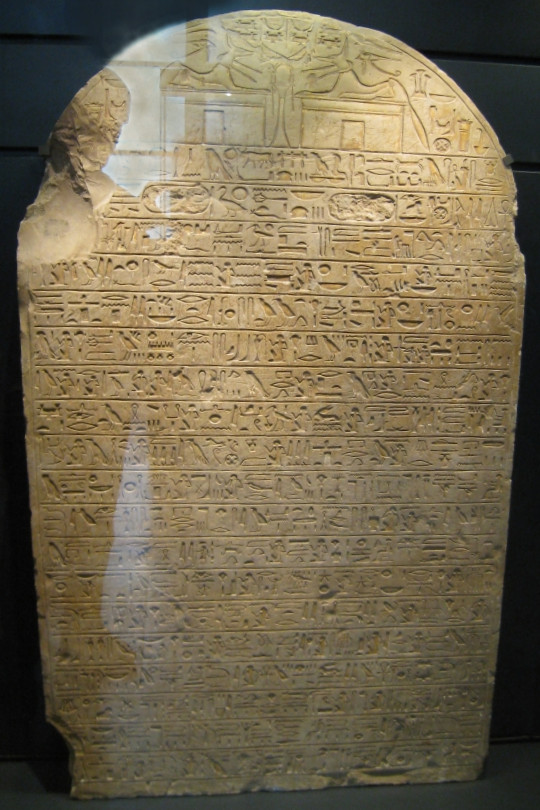
Nahtmin sztéléje

Nahtmin (vagy Minnaht; a név jelentése: Min erős) ókori egyiptomi nemesember és tábornok volt a XVIII. dinasztia uralmának vége felé, Tutanhamon uralkodása alatt.
Feltehetőleg Ay fáraó fia volt, bár ez csak közvetett bizonyítékokon alapul. Egy szobra maradt fenn, ami ismeretlen nevű feleségével ábrázolta; ma a kairói Egyiptomi Múzeumban található. Ez sajnos eltört ott, ahová a címét írták; nem tudni, hogy „a király vér szerinti fia” állt ott, vagy „a kúsi királyfi”, ami Kús alkirálya (Núbia kormányzója) hagyományos címe volt. Mivel azonban ebben az időben Paszer töltötte be Kús alkirályának tisztségét, azonkívül Nahtmin nevű alkirályról nincs adat, és Nahtmin öt usébtijén, melyeket Tutanhamon temetéséhez (KV62) adományozott, még semmilyen hercegi cím nem szerepel, valószínűbb, hogy Nahtmin Ay fia volt.
Tutanhamon idején feltehetőleg ő volt Felső-Egyiptom katonai parancsnoka, míg Horemheb Alsó-Egyiptomé. A Tutanhamonnak adományozott usébtik feliratai szerint a következő címeket viselte: Az igaz szolga, ki hasznos az ő urának; Királyi írnok; A szolga, kit ura kedvel; Legyezőhordozó a király jobbján; A szolga, ki életet ad ura nevének.
Ay uralkodása alatt Nahtmin volt a fáraó kijelölt örököse, de valószínűleg korábban meghalt, mert Ay után Horemheb lépett trónra, aki korábban Tutanhamon kijelölt örököse volt. Horemheb Ay szobraival és felirataival együtt Nahtminéit is igyekezett elpusztítani. Kairóban lévő szobrából csak két töredék maradt fenn, Nahtmin feje, illetve feleségének felsőteste és feje. Mindkét szobron, úgy tűnik, a szemet, szájat és orrot szándékosan megrongálták. Sztéléit, melyeket Ahmímban (saját és Ay szülővárosában) állíttatott, szintén megrongálták. Sírját sosem találták meg, lehetséges, hogy ugyanarra a sorsra jutott, mint Ay sírja.
Egy másik Nahtmin Ay fáraó feleségének, Tejének a testvérét, Mutemnubot vette feleségül, és volt egy Ay nevű fiuk, aki Ámon második prófétája és Mut főpapja volt.

## Külső hivatkozások
- Képek Nahtmin és ismeretlen nevű felesége egy szobráról